# 盧中
盧中（1413年—？），字守正，湖廣武昌府蒲圻縣人，軍籍。明朝政治人物。進士出身。

## 生平
湖廣鄉試第五名。正統十年（1445年）乙丑科會試第九十七名，殿試登進士第三甲第七十六名。

## 家族
曾祖盧友郁。祖父盧原義。父亲盧貴賢。